# スカウス (料理)
スカウス（英: Scouse）は、ラムやビーフシチューの一種である。その名は一般的に北欧中の船乗りたちによって食べられていたロブスカウスというシチューが由来で、リヴァプールのような港町で人気になった。

## 言葉の起源
ウェブスター辞典によれば、「ロブスカウス」(lobscouse) という言葉の初出は1706年である。スコットランドの作家トバイアス・スモレットは、1751年の作品『ペレグリン・ピクルの冒険』で「lob's course」に言及している。ロブスカウスという言葉のルーツは判然としないが、少なくとも3つの異なる説がある。ひとつは、この料理は「ほぼ間違いなく」バルト生まれであるとする説である。ラトビア語の「ラブス・カウス」、リトアニア語の「ラブス・カウサス」はいずれも「良いひしゃく一杯」という意味で、ノルウェー（ラプスカウス）やデンマーク（"skibberlabskovs"、「船長のロブスカウス」という意味）といった北海周辺の国々にも似たような伝統的料理がある。もうひとつの説は、「ラッペン」（喉の贅肉）と「カウス」（ボウル）の低地ドイツ語が起源であるとする。また、英語が語源であるという説は、"lout's course"（くずのコース）が "lob's course" を経て "lobscouse" になったというものである。

## レシピと派生形
19世紀の船乗りたちは塩で味付けされた肉、玉ねぎ、胡椒を煮て、堅パンでとろみを付けてロブスカウスを作った。現代のイングランドのスカウスはノルウェーのシチューであるラップスケウスに似ている。しかしコンビーフのようなドイツのラプスカウスとは異なる。スカウスはランカシャー・ホットポットに似ていて、通常はマトンかラム（大抵首肉）、牛肉のいずれかと野菜（ジャガイモやにんじん、玉ねぎが一般的）を使ったシチューである。ふつう、塩漬けしたビートルートやキャベツとパンと共に供される。
スカウスはリヴァプールとの結びつきが強く、今も人気の料理で地元のパブやカフェでは定番メニューのひとつとなっている。ただし、レシピのバリエーションは豊かで、本来は質素であったはずの料理には似つかわしくない食材が使われていることも少なくない。リヴァプールの人は「スカウス」あるいは「スカウサー」と呼ばれることがあるが、これはリヴァプールの人がスカウスをよく食べるという食習慣上のステレオタイプがもとになっている。類似の呼称としては、ライムジュースにひっかけて英国水兵を指す "Limey"（ライミー）、ローストビーフにひっかけてイングランド人を指す "Rosbif"（ロスビフ）、カエルを食べることからフランス人を指す "Frogs" （フロッグズ）、ザワークラウトにひっかけてドイツ人を指す "Kraut"（クラウト）などがある。
セント・ヘレンズではスカウスを「ロビーズ」と呼ぶことも多く、肉にはコーンビーフを使う。ウィガンでは「ロビーズ」にしばしば煮込んだ肉の缶詰を使う。この料理の他のバリエーションとしては「ブラインド・スカウス」があり、肉を使わないで作られるが、だし汁に味をつけるために安い出汁取り用の骨を使っている場合が多い（第二次世界大戦以前、そのような肉や骨は使った後も、元々肉屋から購入したのと同じ値段で骨商人たちに売られていた）。スカウスはグレーター・マンチェスターのリーでも人気があり、リーの地元民は'Lobbygobblers'と呼ばれることがある。
スカウスのバリエーションである「ロブスカウス」や「ロブスガウス」は北ウェールズの伝統的な料理で、ふつうは蒸し煮にしたり、とろ火で煮込んだ肉、じゃがいも、そして何かほかの合う野菜、または羊肉でつくられ、それはカウルとして知られる。この料理は伝統的に北ウェールズの農場経営者や労働者階級の人々の食べ物とみなされていたが、今ではウェールズの至る所で人気がある。そのレシピは運河の船によってストーク＝オン＝トレントにもたらされ、「ロブスカウス」の短縮形の「ロビー」と呼ばれている。